# 錫達鎮區 (北達科他州亞當斯縣)
錫達鎮區（英語：Cedar Township）是位於美國北達科他州亞當斯縣的一個鎮區。

## 地方資料
錫達鎮區的面積為81.98平方千米，當中陸地面積為81.96平方千米，而水域面積為0.02平方千米。根據2010年美國人口普查的數據，當地共有人口24人，而人口密度為每平方千米0.29人。